# Kuwait Petroleum International
Kuwait Petroleum International (KPI), comunemente nota come Q8 (pronuncia Qu-eit o Kuweit), è una sussidiaria della Kuwait Petroleum Corporation (KPC) fondata nel 1983. La società raffina e distribuisce carburanti, lubrificanti e altri prodotti petroliferi in Europa. Rifornisce più di 4.000 stazioni di rifornimento e distribuisce direttamente i suoi combustibili e il gasolio per il riscaldamento anche alle industrie e ai clienti domestici.
In Italia è presente attraverso Kuwait Petroleum Italia (KUPIT).
La Kuwait Petroleum International fornisce anche il servizio IDS (International Diesel Service), un sistema di carte carburanti elettroniche per le flotte aziendali in più di 700 siti in tutta Europa. La KPI gestisce anche il rifornimento di carburante presso più di 40 aeroporti in tutto il mondo e possiede 5 impianti di miscelazione di lubrificanti. Oltre alla vendita diretta in Europa, esporta anche i suoi prodotti in 75 Paesi in tutto il mondo.

## Storia della Kuwait Petroleum International
- 1938 Scoperta del petrolio in Kuwait
- 1975 Nazionalizzazione dei pozzi petroliferi in Kuwait
- 1980 Fondazione della Kuwait Petroleum Corporation
- 1983 Fondazione della Kuwait Petroleum International - Acquisizione di Gulf Oil nel Benelux, in Svezia e in Danimarca
- 1984 Acquisizione di Gulf Oil in Italia - Fondazione di Kuwait Petroleum Italia
- 1986 Acquisizione di Hays Petroleum Services (precedentemente acquisita dal Kuwait Investment Office con l'utilizzo del brand Pace Petroleum) e Ultramar nel Regno Unito - Introduzione del brand Q8
- 1987 Acquisizione di BP in Danimarca
- 1987 Acquisizione della controllata sovietica Nafta in Inghilterra, Scozia e Galles
- 1990 Acquisizione di Mobil Oil in Italia da parte di KUPIT
- 1997 Acquisizione, attraverso una joint venture con Agip, della raffineria siciliana di Milazzo da parte di KUPIT
- 1998 joint venture con OK Petroleum in Svezia e introduzione del brand OKQ8[3]
- 1998 Acquisizione della rete di vendita di BP in Belgio
- 1999 Acquisizione di Aral Belgium
- 2004 Acquisizione degli impianti self-service Tango della compagnia Petroplus in Olanda (62 distributori), Belgio (4 distributori) e Spagna (1 distributore); questi distributori sono ora conosciuti con il marchio Q8 Easy
- 2004 Vendita dell'attività nel Regno Unito ad un consorzio denominato Pace Petroleum
- 2005 Vendita delle attività in Thailandia alla compagnia malaysiana Petronas
- 2006 Vendita delle attività in Germania (37 stazioni di servizio operanti con il marchio Markant) a Westfalen
- 2014 Acquisizione della rete di distributori e depositi di carburante di Shell in Italia da parte di KUPIT[4]
- 2014 Apertura della più grande stazione di rifornimento in Europa sull'Autoroute A3, in Lussemburgo, sulla strada europea E25, importante strada di collegamento europea[5]

## Marchio

Logo realizzato nel 1986 da Wolff Olins

Il marchio Q8, ideato e realizzato nel 1986 dal designer londinese Wolff Olins, consta di due vele segmentate orizzontalmente da linee colorate in giallo dorato e bianco la vela sinistra, rosso e blu quella destra: tramite le linee le due vele si sovrappongono. I colori giallo, rosso e blu simbolizzano rispettivamente il deserto, il sole e il mare. Il simbolo è stato scelto per richiamare le tradizionali imbarcazioni del Kuwait, le dau;i colori, invece, simboleggiano la sabbia, il petrolio e l'energia.
Il marchio Q8 (Q-eight in inglese) è stato scelto per la sua assonanza con il nome del paese d'origine della compagnia (Kuwait).

## La Kuwait in Europa
In Scandinavia ha 186 stazioni di servizio, e 54 stazioni self-service (sotto il marchio F24 in Danimarca). In Svezia le stazioni di servizio KPI-Q8 sono conosciute come OKQ8, a seguito della fusione aziendale tra Q8 e la svedese OK, e sono più di 900, la maggior parte self-service.
Nel Benelux, KPI ha una raffineria nell'Europort, a Rotterdam ed è uno dei partner del Terminal Maasvlakte Olie. Inoltre gestisce 146 stazioni di rifornimento nei Paesi Bassi. Ci sono 404 stazioni Q8 in Belgio. Gran parte della quota di mercato Q8 in Belgio è dovuta all'acquisizione della divisione belga della BP nel 1998 e delle stazioni Aral nel 1999. Tuttavia, nel corso degli anni, Q8 ha chiuso molte stazioni in aree residenziali e nei pressi di complessi di appartamenti. Come i suoi concorrenti, Q8, in Belgio, ha anche una rete di stazioni di rifornimento senza equipaggio chiamato Q8 Easy. In Belgio, Q8 ha formato una partnership di scopo con Delhaize Shop 'n' Go. Si tratta di piccoli negozi di alimentari dove vengono venduti prodotti di consumo, oltre a garantire una vasta gamma di servizi automobilistici.
Non ci sono più impianti Q8 in Gran Bretagna, dato che nel 2004 la joint venture Refined Holdings ha acquistato la rete. La joint venture era stata costituita appositamente per la vendita. Il marchio Q8 da allora è stato gradualmente eliminato nel Regno Unito.
In Italia la Q8 è presente dal 1984 con proprie stazioni di servizio, rilevando le reti di distribuzione Gulf e successivamente Mobil e Shell.